# Jenni Mosello
Jennifer Mosello (Curitiba, Brasil, 23 de mayo de 1994) es una cantante, compositora brasileña de alt pop. Cantante profesional desde los 18 años, Mosello se hizo conocida a nivel nacional después de participar en la primera edición brasileña del concurso de talentos X Factor en 2016, en la que fue clasificada como subcampeona.

## Discografía
Extended plays
- 2015: Sketches
- 2018: JENNI
- 2022: FEMMINA
- 2023: FEMMINA II

Sencillos
| Año  | Disponible          | Canción                               | EP         |
| ---- | ------------------- | ------------------------------------- | ---------- |
| 2017 | Lanzamiento (20/07) | Disk Me Quer                          | -          |
| 2017 | Lanzamiento (27/12) | Vou Gritar                            | JENNI      |
| 2019 | Lanzamiento (02/02) | Eu Não Vou (Jenni Mosello × Chamaleo) | JENNI      |
| 2020 | Lanzamiento (23/08) | Menina Má                             | FEMMINA    |
| 2021 | Lanzamiento (20/01) | Disfarço                              | FEMMINA II |
| 2021 | Lanzamiento (19/03) | C.Alma                                | FEMMINA II |
| 2023 | Lanzamiento (6/5)   | FEMMINA                               | FEMMINA    |
| 2023 | Lanzamiento (15/2)  | Palmas (Jenni Mosello × Bivolt)       | FEMMINA    |